# Масейра (Торриш-Ведраш)
Масе́йра (порт. Maceira) — район (фрегезия) в Португалии, входит в округ Лиссабон. Является составной частью муниципалитета Торриш-Ведраш. По старому административному делению входил в провинцию Эштремадура. Входит в экономико-статистический субрегион Оэште, который входит в Центральный регион. Население составляет 1845 человек на 2001 год. Занимает площадь 8,28 км².
Покровителем района считается Дева Мария (порт. Nossa Senhora da Conceição).